# 段晖 (西秦)
段暉（？—？），字長祚，武威郡（今甘肅省武威市）人，十六国时西秦大臣。东汉段颎八世孙。段承根之父。
段晖身長八尺，曾师承欧阳汤。412年（永康元年），西秦乞伏熾磐即位，任命他為中尉。415年（永康四年），乞伏熾磐率兵三万襲擊北涼湟河，段晖任散骑常侍，从征北凉沮渠汉平，北涼司馬隗仁在被擒，乞伏熾磐要斩杀隗仁，段暉认为隗仁忠義，请求乞伏熾磐没有杀他。427年（建弘八年），任涼州刺史。428年（永弘元年），乞伏暮末即位，段暉任輔国大将軍、御史大夫、西海侯。429年（永弘二年），吐谷渾、北涼一起攻打西秦，段暉迎击获胜。430年（永弘三年），吐谷渾攻打西秦的定連，段暉再次迎击获胜。西秦国政混乱，段暉和儿子段承根投奔吐谷渾慕璝。431年，吐谷渾附魏，段暉父子归顺北魏。魏太武帝重用，以为上客。段晖随太武帝到长安，欲南投刘宋，事泄被杀。